# Йомшоэнгер
Йомшоэнгер — бог в марийской мифологии, владыка всех континентальных водных пространств.

## Описание
Йомшо эҥер, Вӱд юмо, Ер юмо (финск. jarvi), Икса юмо (мерян. *lksha, залив; карел. lahti) и т. п., мог принимать образы опутанного водорослями мужчины, рогатого старика или молодого красавца, одетого в украшенную серебром одежду, в некоторых случаях он оборачивался водяным конём, быком или рыбой огромных размеров. Йомшо эҥер — букв. «пропавшая река» (также Ер юмо, «бог озера»), помимо указанных воплощений, мог принимать облик щуки, попадающейся в сети. Однако, чаще всего, он представлялся чёрным, быстро плывущим по реке, предметом. Его функции аналогичны функциям Вӱд-Ава. Йомшо эҥер считался покровителем свадеб, его дети играли с марийскими детьми. Он мог принять облик сидящей на берегу и расчёсывающей волосы женщины. При появлении человека исчезал, забывая на пне бронзовый гребень. Человек, подобравший гребень, находил кувшин с золотыми монетами, однако ночью к нему являлся Йомшо эҥер и требовал кувшин обратно, иначе придётся расплатиться головами трёх человек. Иногда Йомшо эҥер показывался в виде плывущей в воде змеи (ужа). В мифах Йомшо эҥер предстаёт в облике обычного человека.

## Мифы
Йомшо эҥер обижается на мужчину, бросившего в воду дохлую собаку, собирает озеро в кожаный мешок и уносит его. Он приходит в селение, где играют свадьбу, захмелевшие гости пристают к нему. Йомшо эҥер развязывает мешок, и из него выливается вода. Селение проваливается под землю, и образуется озеро. В другом мифе содержится объяснение характера приносимых Йомшо эҥер жертв. Муж и жена садятся обедать, после того как поработали в поле. Во время обеда они слышат как какой-то голос зовёт их к себе. Испугавшись, супруги убегают, но тут женщина вспоминает, что забыла ребёнка. Супруги возвращаются за ребёнком. Когда муж с женой уходят довольно далеко от этого места, мужчина обнаруживает, что оставил в поле свой топор. В этот момент беглецы слышат гул, становясь свидетелями переселения Йомшо эҥер вместе с озером. Ввиду того, что в поле остался топор, а не ребёнок, озёрный владыка с тех пор начинает брать жертвы исключительно железными предметами. По мнению исследователей, в данном сюжете нашёл отражение переход от человеческих жертвоприношений к бескровным.
Согласно другому мифу, первоначально Юмо назначил каждому виду рыб своё озеро: в одном жили караси, в другом окуни, в третьем щуки. У каждого озера был свой покровитель. Йомшо эҥер (Нужгол ер юмо, букв. «владыка щучьего озера»), захотел стать владыкой всех озёр. Зная, что щука сильнее других рыб, он предложил остальным покровителям озёр собрать всех рыб в одном месте. Те согласились, и вскоре щука свела почти на нет всю прочую рыбу. Так владыка щучьего озера стал владыкой всех озёр. Но чужая рыба исчезла не совсем, она научилась мутить воду, из-за чего щука дуреет и, шныряя во все стороны, разбивает себе зубы. Йомшо эҥер стал мучить страх, что он может потерять своё господство. Рано или поздно это должно произойти, и маленькие рыбы займут свои озера. Тогда владыки прочих озёр вернутся, а каналы, прорытые между озёрами, чтобы щука могла рыскать повсюду, будут закрыты.
В мифе о Шийпӱйан Йомшо эҥер хватает за бороду старого рыбака, нарушившего запрет на ловлю рыбы, и требует в качестве выкупа его дочь красавицу с «щеками как луна, глазами как звезды». Узнав об этом, Шийпӱйан (букв. «среброзубка») решает спрятаться у своей старшей сестры, которую когда-то утащил Йомшо эҥер и выдал замуж за своего старшего сына Кугувияна. Отец просит дочь не покидать его, жалуясь на то, что он слишком слаб и не может следить за домом, который совсем развалился. Шийпӱйан быстро поправляет своим серебряным топориком покосившуюся изгородь и летнюю кухню-кудо, залепляет еловой смолой зубы и покидает дом. Навстречу ей попадается Шемвӱд на чёрном, как коршун, жеребце, трубящий в золотой рог, от звука которого в лесу сгибаются деревья и замолкают птицы. Девушка прячется от жениха в придорожных кустах. Затем ей встречаются сваты Шемвӱд — сначала двенадцать пляшущих и поющих девушек в зелёных, расшитых золотом, свадебных платьях, с двенадцатью вёдрами браги и двенадцатью вёдрами пива, потом двенадцать пляшущих парней в белых кафтанах, размахивающих зелёными ветвями, с таким же угощением, всем им она говорит, что Шийпюйан давно и с нетерпением ждёт их.

## Культ
Йомшо эҥер покровительствовал целебным источникам, к нему обращались с просьбами об исцелении. О высоком статусе этого божества свидетельствует тот факт, что восточные мари приносили ему в жертву жеребёнка и гуся. Некоторые мари поклонялись ей индивидуально или всей семьёй в особой клети, где в жертву Йомшо эҥер приносили лоскут материи, крупу, соль, воду в маленькой посудине.
По сообщению И. Н. Смирнова, Йомшо эҥер имел большой штат помощников, служебных божеств. Жертвы Йомшо эҥер приносились возле рек и оврагов. Владыке вод жертвовали чёрного быка, рыбу, дятла, его помощникам — утку, петуха, курицу, чёрного или белого барана.

## Семья
Вӱд-Ава и Йомшо эҥер имеют свой дом, хозяйство, пропорциональное размерам водоёма. У них есть дочь, Вӱд ӱдыр, сыновья, старший из которых горный дух Кугувиян (букв. «большой силач»), младший — Шемвӱд (букв. «чёрная вода») и даже внуки.

## Этимология имени
От мар. «йомаш», пропадать и эҥер, река. Букв. «пропавшая река». Ср. с саамским божеством Ямбеаакой.